# Jean Cattier
Pour les articles homonymes, voir Cattier (homonymie).
Polytechnicien de formation, Jean Cattier, né le 15 décembre 1901 à Saint-Gilles (Bruxelles) et mort le 10 février 1990 à Locust Valley (New York), fut financier à Wall Street et président de la Banque Euro-Américaine, un consortium bancaire européen qu'il a contribué à fonder. En 1968, il est considéré comme une des 200 figures les plus influentes aux USA  .

## Biographie
Né à Bruxelles le 15 décembre 1901 et fils du financier belge et professeur Félicien Cattier, Jean Cattier est arrivé à New York en 1926 comme agent de change. Il entre très vite dans la prestigieuse banque d'investissement de White, Weld & Company et en devient président. 
Il a également été président de la European American Bank, la Belgian American Bank et président de la Belgian American Chamber of Commerce. L’European American Bank comprenait la Deutsche Bank, la Société Générale de France; Midland Bank du R-U, l’Amsterdam-Rotterdam Bank N.V. des Pays Bas, la Societe Generale de Banque de Belgique; et la Creditanstalt-Bankverein d’Autriche. 
Dans le début des années 1950, M. Cattier a été le directeur financier des opérations de plan Marshall en Allemagne de l'Ouest, et, durant la Seconde Guerre mondiale, il a servi dans les armées de la Belgique et Américaine, comme lieutenant-colonel. Il fut membre du prestigieux Links Club à New York et président honoraire de la Belgian American Educational Foundation, membre de l'OSS et du Council of Foreign Relations.